# Zee-aquarellen I-XXI
Zee-aquarellen I-XXI is een compositie van de Deense componiste Else Marie Pade.
Pade raakte midden jaren vijftig bekend met de musique concrète door onder andere Pierre Schaeffer te volgen. Deze muziekstijl liet haar haar verdere muzikale leven niet meer los. Zo is/zijn de Zee-aquarellen een muziekstuk dat in die stijl past, doch in de muziekwereld van begin 21e eeuw veel meer omspant dan alleen musique concrète.
Aanleiding tot het schrijven van de muziek vormde in basis het gedicht Das Meer, dat zij kreeg van haar vriend Georg Sonderland – Hansen, dichter en kunstschilder. Dat gedicht beschrijft de cyclus van het leven in een metafoor, de zee. Ze komt op, spreidt een levendigheid ten toon, zakt wat in en trekt zich terug. Pade wilde er wat mee doen, maar vond het te weinig tot haar muzikale verbeelding spreken en vroeg om verdere verdieping. Sonderland – Hansen kwam daarop met een boekwerkje, dat eenentwintig aquarellen bevat met de zee als uitgangspunt. Het boekwerkje met plaatjes van 14 x 16 cm is dus in een oplage van één gemaakt.
Met die 21 aquarellen begon Pade aan het componeren tijdens een verblijf in Darmstadt in 1968, Mekka van de (toenmalige) moderne muziek. Ze heeft vier jaar aan het stuk gewerkt; voltooiing vond plaats in 1971 in Kopenhagen. Pade bevond zich destijds in grijs gebied en de door haar beoefende muzieksoort kent maar een relatief kleine groep aanhangers. Het werk is mede daardoor nooit in concertvorm gespeeld en tot 2005 niet opgenomen voor een geluidsdrager.
De componiste heeft het haarzelf en de luisteraar ogenschijnlijk niet eenvoudig gemaakt. Waar bij “normale” composities altijd sprake is van een instrumentatie dan wel orkestratie, is hier daar nauwelijks sprake van. Basis voor de compositie is witte ruis. Als aanvulling daarop (of juist andersom) is er een partij voor één percussionist en één harpist(e). De muziek begint met een crescendo in de witte ruis en op haar piek, klinkt deze net als een zee; deze muzikale introductie duurt ongeveer 30 seconden en vervolgens trekt een soort Schilderijen van een tentoonstelling voorbij, dan niet van een kunstverzameling in een museum maar van 21 prentjes. Deze 21 prentjes worden weergegeven door stukjes muziek van steeds 1 minuut en ze worden van elkaar gescheiden door intermezzi van weer 30 seconden. Over deze intermezzi is het gedicht verdeeld en wordt het langzaam voorgedragen. Rondom het elfde schilderijtje wordt geen tekst gesproken. Het werk sluit af met een finale van wederom 30 seconden.
De gehele suite bevat muzikale verbeeldingen van elke vorm van zee en omgeving. De zee komt in een windstille vlakke hoedanigheid voorbij, maar ook de zee in volle storm zit in de compositie. Daarbij is er af en toe ook sprake van dan zee en omgeving geheel in elkaar zijn opgegaan, zoals in een schilderij van William Turner; de scheidslijn waar het een ophoudt en het andere begint is niet zichtbaar. De percussie-instrumenten dragen bij aan de verschillende “stemmingen”; pauken, grote trom, tamtam, tom-tom, kleine trom, tamboerijn, hangend bekken, crotales, triangel, flexaton (schilderij 11), maraka's, glockenspiel, zither en piano. De laatste twee geven wat toonhoogtedifferentiatie mee. In de deeltje 6 en 19 wordt dan nog de harp toegevoegd. Opvallend in het gebruik in de maraka's. Als deze vlak na de witte ruis worden bespeeld is het verschil nihil; je hoort als het ware de zee over en tussen kleine rollende grintsteentjes stromen. Een geweldige klap op de tamtam zorgt voor een donkere vlek in het water.

## Muziekstijl
Qua muziekstijl paste deze muziek dus in de musique concrete. In het laatste helft van de klassieke muziek uit de 20e eeuw, maar ook uit de "popmuziek" werden stromingen benoemd waar deze muziek ook wel in past:
- elektroakoestische muziek; de zee (natuur) wordt zowel op elektronische wijze (ruis) als op natuurlijke wijze (percussie) weergegeven;
- ambient; het zijn (relatief) lange rustige lijnen, zonder enige melodie;
- elektronische muziek; spreekt voor zichzelf door het toepassen van witte ruis;
- soundscape, geluiden onttrokken aan natuur, weergegeven door elektronica.

Voor liefhebbers van elektronische muziek bekeken vanuit de popmuziek, kan dit werk het best vergeleken worden met de eerste schreden in de muziek van Tangerine Dream, Klaus Schulze en Popol Vuh.

## Discografie
- Uitgave Dacapo: een opname van 2005 met Gert Sorensen percussie en ruis, Richard Krug (voordrager) en Helen Davies Mikkelborg harp; een uitgave die moest wachten tot 2009; de componiste was een soort supervisor bij de opnamen.